# Gottfrid Nordlund
Erik Gottfrid Nordlund, född 31 juli 1905 i Överluleå socken, död 21 maj 1991 i Vaksala församling i Uppsala, var en svensk präst.

## Biografi
Nordlund var son till hemmansägaren Erik Nordlund och Elina Rutkvist. Han blev filosofie kandidat 1928, teologie kandidat 1933, ständig adjunkt i Gällivare församling 1933, komminister där 1938 och var kyrkoherde där 1949–1972. Han var kontraktsprost i Lappmarkens tredje kontrakt sedan 1943 och blev kommendör av Nordstjärneorden 1966. Nordlund var sedan 1945 gift med Birgitta Grapenson (1922–2015), med vilken han fick tre barn. Makarna Nordlund är begravda på Uppsala gamla kyrkogård.